# Санджян, Аведис Крикор
Аведис Крикор Санджян (англ. Avedis Krikor Sanjian, арм. Ավետիս Սանճյան; 1921, Мараш, Османская империя  — 1995, Лос-Анджелес, США) — всемирно признанный пионер арменоведения, который помог превратить Калифорнийский университет в Лос-Анджелес в крупный центр арменоведения. Первый аспирант Мичиганского университета, получивший докторскую степень по ближневосточным исследованиям. Первый учёный в США, назначенный на кафедру арменоведения.

## Биография
Родился в Османской империи, получил две степени по английскому языку: степень бакалавра в Американском университете в Бейруте в 1949 году и степень магистра в Мичиганском университете в 1950 году. В 1956 году поступил в аспирантуру Мичиганского университета, после обучения которой получил докторскую степень по ближневосточным исследованиям.
Академическая карьера Санджяна началась в 1957 году с назначения в Центре ближневосточных исследований Гарвардского университета в качестве постдокторанта по арменоведению. В течение четырех лет (1957-1961) своей постдокторской стипендии Санджян исследовал и написал свою первую книгу «Армянские общины в Сирии под османским владычеством», опубликованную издательством Гарвардского университета в 1965 году.
В 1961 году Санджян был назначен доцентом арменоведения в Гарвардском университете, что стало первым назначением на полную ставку в этой области.
Он разработал первую учебную программу арменоведческих курсов в США. Она охватывала армянский язык, литературу и культурную историю. Во время учебы в Гарварде Санджян также составил «Грамматику классического армянского языка» (Гарвардский университет, 1963), чтобы дать возможность студентам изучать этот язык.
Написал 10 книг и является автором более 40 статей на английском и армянском языках по различным арменоведческим темам, опубликованных в научных журналах. Он был одним из основателей Общества армянских исследований, международной организации, занимающейся продвижением арменоведения. Он был главным редактором его научного издания Журнал «Общества армянских исследований», первый выпуск которого получил премию «Лучший новый журнал» в 1985 году. 